# Matrimonio igualitario en las Islas Cook
Las Islas Cook no reconocen el matrimonio entre personas del mismo sexo, las uniones civiles ni ninguna otra forma de reconocimiento para las parejas homosexuales. Si bien el matrimonio entre personas del mismo sexo es legal en Nueva Zelanda desde agosto de 2013, el Parlamento de las Islas Cook tiene competencia legislativa para modificar la ley matrimonial.

## Antecedentes
Al igual que la mayor parte de la Polinesia, las Islas Cook han reconocido tradicionalmente una estructura de tercer género conocida en maorí como akava'ine (en pukapukano: wakawawine). El término se refiere a las personas que se identifican como mujeres, pero que biológicamente son hombres. Los akava'ine realizan trabajos propios de las mujeres, como cocinar, limpiar y coser, suelen socializar con mujeres y usar ropas femeninas, pero tienen poco deseo de tener relaciones sexuales con otros akava'ine. Suelen tener relaciones sexuales con hombres heterosexuales, que no se consideran a sí mismos, ni son considerados por otros, como homosexuales. Hoy en día, existe una relativa tolerancia y aceptación de los akava'ine en cuanto a su comportamiento público, pero se evita casi por completo su sexualidad como tema de conversación. En las vecinas Samoa y Samoa Americana, estas personas se conocen como fa'afafine y se consideran parte integral de la sociedad samoana. Históricamente, si deseaban casarse y tener hijos, se casaban con mujeres, creando así la posibilidad de que se celebraran matrimonios entre dos personas con apariencia femenina en la cultura samoana.

## Restricciones legales
La Ley de Matrimonio de 1973 (en maorí de las Islas Cook: Te Ture nō te ‘Akaipoipo‘anga 1973; en pukapukano: Tule o Akaaonga 1973) prohíbe el matrimonio entre personas del mismo sexo. La Ley de Enmienda del Matrimonio de 2000 y posteriormente la Ley de Enmienda del Matrimonio de 2007 promulgaron una prohibición explícita de los matrimonios entre personas del mismo sexo. La ley de 2007 aclaró que «nadie podrá casarse con otra persona del mismo sexo». La Constitución de las Islas Cook no aborda el matrimonio ni prohíbe expresamente los matrimonios entre personas del mismo sexo. Las uniones civiles, que ofrecerían algunos de los derechos y beneficios del matrimonio, tampoco están reconocidas en las Islas Cook. En consecuencia, las parejas del mismo sexo no tienen acceso a los derechos, beneficios y obligaciones legales del matrimonio, como la protección contra la violencia doméstica, el derecho a la adopción, los beneficios fiscales y los derechos sucesorios, entre otros.
Si bien el matrimonio entre personas del mismo sexo es legal en Nueva Zelanda desde agosto de 2013, el Parlamento de las Islas Cook tiene competencia legislativa para modificar la ley sobre el matrimonio. El 28 de abril de 2013, poco después de la aprobación de la legislación sobre el matrimonio igualitario en la Cámara de Representantes de Nueva Zelanda, el primer ministro Henry Puna expresó su oposición personal a la legalización del matrimonio igualitario. Puna argumentó que los «valores cristianos» y la «tradición» de las Islas Cook le impedían adoptar la igualdad matrimonial.

## Celebración religiosa
En 2014, el sínodo de la Iglesia anglicana en Aotearoa, Nueva Zelanda y Polinesia aprobó una resolución que establecía un camino hacia la bendición de las relaciones entre personas del mismo sexo. Mientras tanto, «se debería permitir al clero "reconocer en el culto público" una unión civil o matrimonio estatal entre personas del mismo sexo de miembros de su comunidad religiosa». Algunas diócesis de Nueva Zelanda ofrecen una «bendición de relaciones», en particular las de Auckland, Dunedin y Waiapu. En mayo de 2018, la Iglesia Anglicana votó a favor de permitir que sus ministros bendigan matrimonios y uniones civiles entre personas del mismo sexo. Los ministros pueden bendecir los matrimonios civiles, pero no se les permite celebrar ceremonias matrimoniales entre personas del mismo sexo en la iglesia. Esta medida no aplica a la Diócesis de Polinesia. En una moción aparte, el sínodo declaró ser «profundamente consciente del profundo entrelazamiento de valores culturales y religiosos en el corazón de nuestras sociedades del Pacífico, que otorgan un profundo respeto y reverencia a la creencia en Dios y a la concepción tradicional del matrimonio».